# Umberto Grilli
Umberto Grilli (Volterra, 31 gennaio 1882 – Asti, 26 ottobre 1951) è stato un politico italiano.

## Biografia
Grilli nacque a Volterra da una famiglia di alabastrieri. Attivo propagandista socialista, nel 1894 fondò il "Martello", il primo settimanale socialista di Volterra. Nei suoi articoli esprime posizioni antimilitariste, contestando prima l'intervento nella guerra di Libia e poi l'intervento italiano nell'incombente Grande Guerra.
In seguito divenne presidente del Consiglio provinciale di Grosseto e poi membro della Camera dei deputati del Regno d'Italia per la XXV Legislatura, dal 1919 al 1921. Socialista riformista, durante la sua attività di deputato mantenne una posizione fortemente ostile al fascismo. Nel 1921 fu vittima di ostilità da parte di gruppi squadristi.
Nel secondo dopoguerra, fu membro dell'Assemblea Costituente dove venne eletto nelle liste del Partito Socialista Italiano di Unità Proletaria (nome all'epoca del PSI) per passare successivamente al Partito Socialista dei Lavoratori Italiani. In particolare, ebbe un ruolo attivo nella discussione degli articoli 7 e 29. Stabilitosi ad Asti, fu consigliere di quel comune dal 1946 al 1951 e presidente dell'amministrazione provinciale di Asti dal 4 giugno 1949 al 1951.